# キュバン
キュバン (英: cubane、中: 立方烷) は、8個の炭素原子が立方体の各頂点に配置され、それぞれの炭素原子に水素原子が1個ずつ結合した構造を持つ炭化水素分子である。分子が立方体の形をしていることからその名がつけられた。分子式はC8H8、IUPAC命名法ではペンタシクロ[4.2.0.02,5.03,8.04,7]オクタン、CAS登録番号は 277-10-1。

## 性質
無色透明の結晶で、融点130–131 ℃、220 ℃以上で分解する。キュバンはプラトン立体炭化水素の1つで、プリズマン類の一員である。ひずみエネルギーが166 kcal/molとかなりひずんだ骨格のために、大きなエネルギーを内包している。炭化水素の中でも密度が最大であるため、高密度、高エネルギーの燃料としての有用性が模索されている。
炭素以外にも、炭素族元素であるケイ素やゲルマニウム、スズなどでもキュバン同様の立方体分子が合成されている。ただし、これらの元素同士の結合は酸素などと反応しやすいため、周りを大きな置換基で覆うことにより初めて安定に取り出すことが可能となった。例として、オクタテキシルオクタシラキュバン (octathexyloctasilacubane, Si8(Me2CHCMe2)8) がある。

## 合成
キュバンは、炭素原子同士の結合角が90° に近く、sp3炭素で理想的な109.5° から大きく離れるためにひずみエネルギーが大きい。そのため非常に不安定な化合物とされ、合成は不可能と考えられていたが、1964年にシカゴ大学の教授フィリップ・イートンによって初めての合成が達成された。実際に合成されると、キュバンは速度論的にかなり安定な結晶性の化合物であることが分かった。これは、すぐに利用できる分解経路がないためである。今日ではさらに多くの合成法が開発されている。キュバンは八面体形対称性を有する最も単純な炭化水素である。

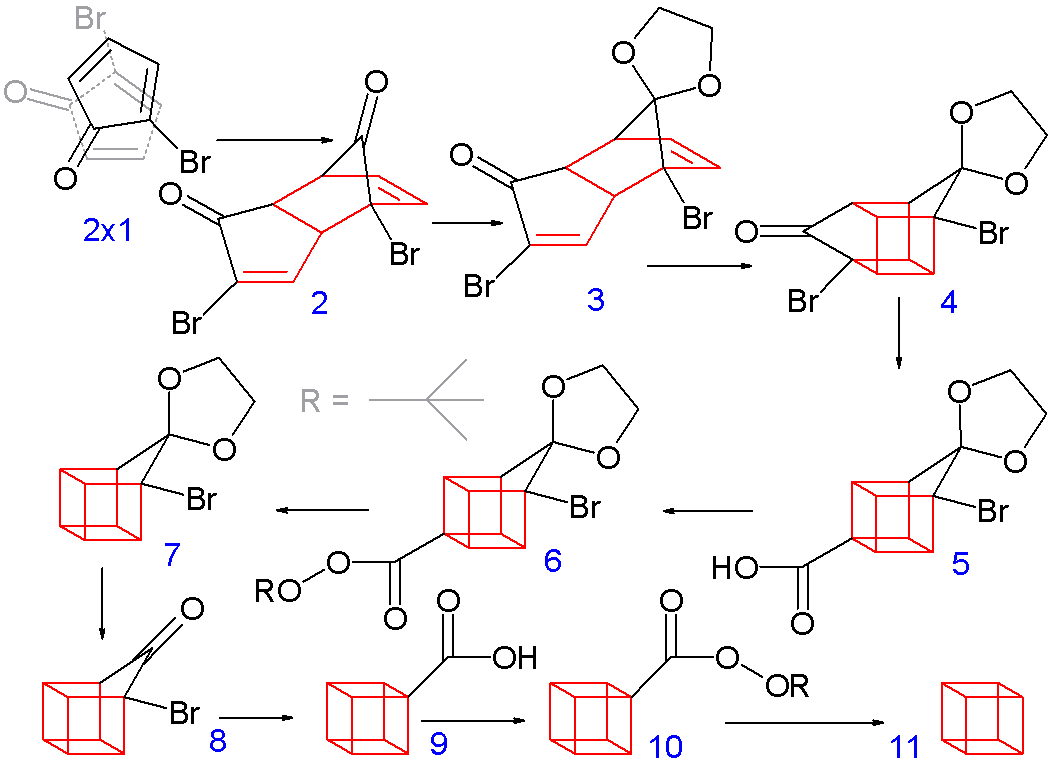
イートンによるキュバンの全合成 (1964)

## 用途
キュバンの8個の水素原子をすべてニトロ化したオクタニトロキュバンは現在理論的に考えられる最強の爆薬であるとされるが、現段階ではその合成にはかなりのコストと手間がかかるため、実用的ではない。
キュバンはベンゼンの生物学的等価体としての活用が可能だとされている。